# Mikołaj Ferdynand Koryciński
Mikołaj Ferdynand Koryciński herbu Topór (zm. przed 21 kwietnia 1651 roku) – kasztelan biecki w 1649 roku, starosta ojcowski w latach 1637-1651.